# Шталь, Агустин
Агусти́н Шталь (исп. Agustín Stahl, 21 января 1842, Аквадилла, Пуэрто-Рико — 12 июля 1917, Байямон, Пуэрто-Рико) — первый известный пуэрто-риканский учёный.
Шталь учился в университетах в Вюрцбурге и в Карловом в Праге (выпущен со званием доктора медицины в 1864). После обучения возвратился в Пуэрто-Рико, где практиковал в городе Байямон.
Этнографией, историей, ботаникой и зоологией занимался в свободное время. Добился весомых успехов в этих областях науки.

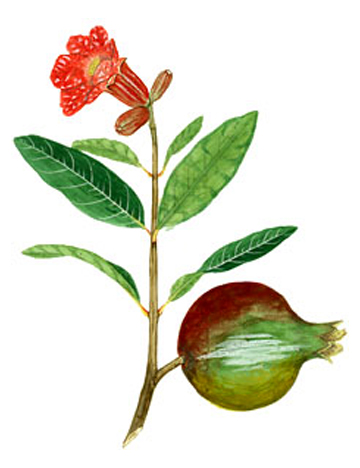
Акварель Агустина Шталя

Шталь был отмечен множеством наград, в том числе Испанского антропологического общества, Академии наук и искусств Барселоны, Академии медицинских наук Каталонии.
Дом в Байямоне, где он жил, по почину местных властей превращён в музей.
Бюст Агустина Шталя работы пуэрто-риканского скульптора Томаса Батисты (Tomás Batista) установлен в Университете Кайе (Cayey).

## Названы в честь Шталя

### Роды растений
- Stahlia Bello
- Stahlianthus Kuntze

### Виды растений
в алфавитном порядке латинских названий
- Adipera stahlii Britton & Rose
- Adipera stahlii Britton & Rose
- Adipera stahlii (Urb.) Britton & P.Wilson
- Argithamnia stahlii Urb.
- Cassia stahlii Urb.
- Cousinia stahliana Bornm. & Gauba
- Eugenia stahlii (Kiaersk.) Krug & Urb.
- Ficus stahlii Warb.
- Lucuma stahliana Pierre in Urb.
- Lyonia stahlii Urb.
- Menendezia stahlii (Cogn.) Britton
- Mesadenus stahlii (Cogn.) Garay
- Miconia stahlii (Cogn.) M.Gómez
- Myrtus stahlii Kiaersk.
- Plerandra stahliana Warb.
- Psychotria stahlii Urb.
- Schefflera stahliana (Warb.) Frodin
- Sedum stahlii Solms
- Spiranthes stahlii Cogn. in Urb.
- Taonabo stahlii Britton
- Ternstroemia stahlii Krug & Urb.
- Tetrazygia stahlii Cogn. ex Stahl
- Tetrazygiopsis stahlii (Cogn.) Borhidi
- Xolisma stahlii (Urb.) Small

## Печатные труды
- Notes on Puerto Rico’s Flora
- Report on the Disease of the Sugar Cane
- Puerto Rican Flora
- The Puerto Rican Indians
- The Founding of Aguadilla
- The Founding of Bayamón
- A. Stahl, Flora de Puerto Rico: Acuarelas de Agustin Stahl publicadas por el Fideicomiso de Conservacion de Puerto Rico en Ocasion de su Vigesimoquinto Aniversario. ISBN 0963342908